# The Last DJ
The Last DJ är ett album släppt av Tom Petty 2002.

## Låtlista
Låtarna skrivna av Tom Petty där inget annat namn anges.
1. "The Last DJ" – 3:31
2. "Money Becomes King" – 5:12
3. "Dreamville" – 3:46
4. "Joe" – 3:16
5. "When a Kid Goes Bad" – 4:51
6. "Like a Diamond" – 4:35
7. "Lost Children" – 4:29
8. "Blue Sunday" (Tom Petty, Mike Campbell) – 2:56
9. "You and Me" – 2:56
10. "The Man Who Loves Women" – 2:53
11. "Have Love Will Travel" – 4:06
12. "Can't Stop the Sun" (Tom Petty, Mike Campbell) – 4:52